# 春牛埔
春牛埔，是臺灣雲林縣水林鄉的一個傳統地域名稱，位於該鄉東部偏北。相較於今日行政區，其範圍大致包括灣東村東部、春埔村不含南端、西井村不含東北部。

## 歷史
臺灣清治末期至日治初期，春牛埔地區為一（舊制）街庄，稱為「春牛埔庄」，隸屬於大槺榔東頂堡。該庄北與車巷口庄為鄰，東與好收庄為鄰，東南與樹仔腳庄為鄰，南邊為水燦林庄，西南邊為萬興庄，西邊為牛挑灣庄。
1901年（日治明治三十四年）11月，全臺廢縣廳改設二十廳，該庄隸屬於斗六廳。1903年（明治三十六年）6月，該庄編入「水燦林區」，隸屬於斗六廳。1909年（明治四十二年）10月，合併二十廳為十二廳，水燦林區改隸屬於嘉義廳。1920年（大正九年），全臺地方制度大改正，廢十二廳改設五州二廳，該庄改制為「春牛埔」大字，隸屬於臺南州北港郡水林庄（新制街庄）。
戰後水林庄改制為水林鄉，隸屬於臺南縣，大字亦改制為村。1950年10月，雲、嘉、南分治，水林鄉改隸屬雲林縣。

## 聚落
本地區發展較早的聚落有山藔、春牛埔、西井等，在日治期初期的官方地圖上已有記載。

## 交通
縣道155號（宏仁路）是五條港至北港的道路，經過本地區西井聚落北側。由該道路向西微北轉西北微北可前往四湖鄉、臺西鄉五條港，並止於省道台17線與台61線共線路口；向東轉東南微南可前往北港市區並止於省道台19線路口。
鄉道雲156線（大同路）是牛挑灣至北港的道路，經過本地區春牛埔聚落。由該道路向西北可前往牛挑灣，並止於縣道155號路口；向東南可前往樹子腳、北港市區，並止於縣道155號轉角路口。
鄉道雲157線是車巷口至海埔（海埔寮）的道路，經過本地區西井、春牛埔、山寮等聚落。由該道路向東北微北可前往車巷口，並止於鄉道雲165線路口；向西南微南可前往水林，並止於該地區東南部海埔寮聚落的鄉道雲154線轉角路口。